# Olof Palme
Sven Olof Joachim Palme (Stockholm, 1927. január 30. – Stockholm, 1986. február 28.) svéd politikus, 1969–1976 és 1982–1986 között Svédország miniszterelnöke.

## Élete
1927. január 30-án született Stockholm Östermalm nevű városrészében, nagypolgári családban. Nagyapja biztosítási vállalkozó és liberális politikus, országgyűlési képviselő, apja, Gunnar Palme (1886–1934) a svéd Thule biztosító cég vezérigazgatója volt.
Egyetemi tanulmányait az Egyesült Államokban kezdte meg, 1948-ban Bachelor of Arts fokozatot szerzett. Tanulmányai alatt beutazta az országot. Ezután visszatért hazájába, ahol 1951-ben jogi diplomát szerzett. Egy évig a Svéd Egyesült Diákszövetség elnöke volt. Egyetemi tanulmányai alatt szociáldemokrata meggyőződésűvé vált.
1953-ban Tage Erlander miniszterelnök kabinetjének munkatársa lett. 1958-ban szociáldemokrata képviselőként bekerült az akkoriban még létező közvetett választású svéd felsőházba.
1963-ban helyettes államtitkári, majd államtitkári pozícióban lett a kormányzat tagja, 1967-ben pedig kultuszminiszter lett, és így egyházi kérdésekkel is foglalkozott, bár addigra már kilépett a svéd (állam)egyházból. A tárca 1968-ban nevet változtatott, így Palme oktatási miniszter lett. 1969-ben Erlandert követte a miniszterelnöki székben.

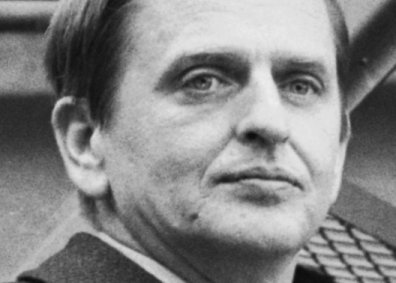
Az 1970-es évek elején

Az 1973-as választásokon pártja éppen hogy győzelmet aratott. Palme miniszterelnökként jelentős szociáldemokrata reformokat vezetett be, növelte a dolgozók beleszólását a munkahelyi ügyekbe, valamint új alkotmányt fogadtatott el, amely a királyság intézményét pusztán szimbolikussá változtatta.
Az 1976-os választásokon a szociáldemokraták 40 évi kormányzás után ellenzékbe szorultak, és az 1979-es választásokon sem sikerült győzniük. Palme azonban továbbra is a szociáldemokrata párt vezetője maradt. 1980-ban az ENSZ képviseletében közvetített az irak–iráni háború lezárása érdekében.
1982-ben a szociáldemokraták élén újra kormányra került, és folytatta szociáldemokrata irányultságú reformjait. 1985–86-ban konfliktusba került országa katonai vezetőivel, akik nem tartották elég erőteljesnek fellépését a Szovjetunióval szemben a Svédország elleni – teljesen nem bizonyított – szovjet, tengeralattjáróval elkövetett határsértések, kémkedési ügyek kapcsán.
1986. február 28-án Stockholmban merénylet áldozata lett. A tragédia megrázta a svéd közvéleményt, különösen, hogy az elkövetőt nem sikerült elfogni, illetve elítélni. Egy feltételezett gyilkost elfogtak, és Palme felesége fel is ismerte, de jogi megfontolások miatt – Palme felesége a szembesítés előtt már látta a feltételezett elkövető fényképét a sajtóban – az illetőt végül felmentették. A svéd bűnüldözés és igazságszolgáltatás kudarca hosszú évekig foglalkoztatta a svéd és a nemzetközi közvéleményt.
2020-ban a svéd hatóságok bejelentették, hogy megvan Palme gyilkosa. A gyilkossággal megalapozottan gyanúsítható személy Stig Engström, aki 2000-ben öngyilkos lett. A nyomozást, ami majdnem százezer embert érintett, a svéd hatóságok lezárták.

## Politikája
Palme politikai tevékenysége sok vitát váltott ki, bizonyos körökben kimondottan gyűlölték, más társadalmi csoportokban viszont rendkívül népszerű volt. A személyével kapcsolatos ellentmondásos érzelmekhez nagyban hozzájárult külpolitikai aktivitása. Határozottan támogatta Fidel Castro Kubáját és Salvador Allende chilei elnököt. Élesen elítélte a Varsói Szerződés 1968-as csehszlovákiai bevonulásàt, a Prágai tavasz leverését. 1972-ben, amikor az Amerikai Egyesült Államok a vietnámi háborúban karácsonykor hatalmas bombatámadást indított Hanoi ellen, Palme ezt a nácik bűneihez hasonlította. Emiatt az Egyesült Államok egy időre megszakította a diplomáciai kapcsolatot Svédországgal. A dél-afrikai kérdésben is éles ellentétbe került például Margaret Thatcher brit miniszterelnökkel és Ronald Reagan amerikai elnökkel. Különösen aktív támogató politikát folytatott a fejlődő országok irányába.

## Művei magyarul
- Willy Brandt–Bruno Kreisky–Olof Palme: Levelek és beszélgetések; Kossuth, Bp., 1976

## Emlékezete
- A budapesti Városligetben sétány viseli a nevét. Az ott található korábbi kiállítócsarnokot a sétány után nevezik  Olof Palme-háznak.